# Veronica Keefe
Veronica Helen Frances Keefe (ur. 5 lipca 1991) – kanadyjska zapaśniczka walcząca w stylu wolnym. Złota medalistka mistrzostw panamerykańskich z 2018. Mistrzyni Wspólnoty Narodów w 2013 i 2016. Złota medalistka igrzysk frankofońskich w 2013 i 2017. Czwarta na akademickich MŚ w 2016 roku.